# Centre d'art Le Lait

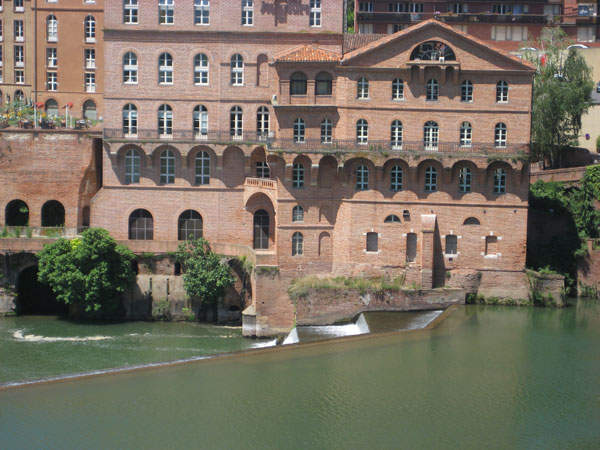
Centre d'art Le Lait aux Moulins albigeois (ancien lieu d'exposition)

Le centre d'art Le Lait (Laboratoire Artistique International du Tarn) est un centre d'art consacré à la création contemporaine et à sa transmission, situé à Albi. Il bénéficie du label Centre d'art contemporain d'intérêt national.

## Historique
Le centre d’art Le Lait à Albi, Laboratoire Artistique International du Tarn, est fondé en 1982, sous le nom  Cimaise et Portique, centre départemental d'art contemporain, par Jackie-Ruth Meyer. Elle le dirige de 1982 à 2018.  
Le centre d'art occupait une partie des  Moulins Albigeois, ancienne usine de pâtes alimentaires, inscrite au titre des monuments historiques. En 2017 le département vend des bâtiments et le centre doit quitter les lieux. De 2019 à 2021, il est intégré à l'Hôtel Rochegude, 28 rue Rochegude, également inscrit au titre des monuments historiques. Il emménage en mars 2025 dans ses nouveaux locaux, situés au 5 rue de l'Ecole Normale à Albi.
Le centre d'art Le Lait fait partie de l'Association française de développement des centres d’art, du Laboratoire des Médiations en Art Contemporain-Midi-Pyrénées et de l'Association Air de midi, association régionale des centres d’art. En 2019 il obtient le label Centre d'art contemporain d'intérêt national.

## Activités
Le centre d'art Le Lait est un lieu de recherche et d'action dédié à la création contemporaine, à la diffusion publique et à la transmission de l’art d’aujourd’hui. À ce titre il  contribue à la production d'œuvres inédites par des ateliers et des résidences d'artistes, organise des expositions, projette films documentaires, organise des conférences et colloques. 

### Expositions
- Alan Schmalz, 52 semaines d'oisiveté, du 12 octobre 2019 au 26 janvier 2020

- Anne-Charlotte Finel, Des sirènes aux fond des prunelles , du 6 juillet au 22 septembre 2019

- Victoria Klotz (d), Provisions de voyage, du 8 au 29 septembre 2018

- Tarik Essalhi, Panoptique, du 1er avril au 11 juin 2017

- Steina et Woody Vasulka & Sliders_lab - Vasulka’s Variations, du 25 juin au 23 octobre 2016

- Exposition collective, Souviens-toi du temps présent, du 26 mars au 5 juin 2016

- Yayoi Kusama , Dots Obsession (Infinited mirrored room, du 11 juillet au 25 octobre 2015

- Orlan, Vitrines sur l’art, du 2  au 29 juillet 2015

- Jeanne Susplugas, All the world’s a stage, du 22 juin 2013 au  27 octobre 2013

- Avelino Sala, Autrui, du  25 novembre au 16 décembre 2011

- Pilar Albarracín, On the wild side, du 26 septembre 2010 au  15 octobre 2010

- Daniel Buren, À contre-courant, travaux in situ et en mouvement, du 21 juin 2008 au 31 octobre 2008